# Wikipédia en sanskrit
Wikipédia en sanskrit (en sanskrit : संस्कृतविकिपीडिया ; IAST : Saṃskṛta Vikipīḍiyā) est l’édition de Wikipédia en sanskrit, langue indo-aryenne, autrefois parlée dans le sous-continent indien, c'est une langue liturgique. L'édition est lancée en décembre 2003, mais dans les faits en juin 2004. Son code est : sa.
Au 21 mars 2025, l'édition en sanskrit contient 12 275 articles et compte 42 535 contributeurs, dont 98 contributeurs actifs et 3 administrateurs.

## Présentation

Aire de diffusion des textes en sanskrit (entre les années 300 et 1800).

Les articles de l'encyclopédie sont rédigés par des bénévoles du monde entier, avec une concentration majeure de contributeurs en Inde et au Népal.

## Statistiques
- En juillet 2011, l'édition en sanskrit compte quelque 4 889 articles et 4 962 utilisateurs enregistrés.
- Le 30 octobre 2022, elle contient 11 800 articles et compte 36 054 contributeurs, dont 45 contributeurs actifs et 4 administrateurs.
- Le 27 août 2024, elle contient 12 207 articles et compte 40 950 contributeurs, dont 49 contributeurs actifs et 3 administrateurs.